# Ollanta Humala
Ollanta Moisés Humala Tasso (ur. 27 czerwca 1962 w Limie) – peruwiański polityk i były wojskowy, kandydat w wyborach prezydenckich w 2006 i w 2011, lider Peruwiańskiej Partii Nacjonalistycznej od 2005. W latach 2011–2016 prezydent Peru.

## Młodość i kariera wojskowa
Ollanta Humala urodził się w 1962 w Limie jako drugie z siedmiorga dzieci. Jego ojciec Isaac Humala był autochtonem i prawnikiem. Matka Elena Tasso miała włoskie pochodzenie. Rodzice, oboje pochodzący z prowincji, poznali się w czasie studiów na Uniwersytecie Świętego Marka, a po ich zakończeniu pozostali w stolicy i założyli tam rodzinę.
Humalla rozpoczynał naukę w japońsko-peruwiańskiej szkole La Union w Limie. W latach 1980–1984 kształcił się w stołecznej szkole wojskowej Escuela Militar de Chorrillos. W 1983 odbył pięciotygodniowe szkolenie w amerykańskiej szkole wojskowej Escuela de las Américas w Fort Gulick w Strefie Kanału Panamskiego. W 2002 przeszedł kurs z zakresu obrony narodowej w centrum Centro de Altos Estudios Militares w Limie. W tym samym roku ukończył magisterskie studia z dziedziny nauk politycznych na Pontificia Universidad Católica del Perú w Limie.
Po ukończeniu szkoły wojskowej rozpoczął służbę w armii. W 1991 uzyskał awans do rangi kapitana, a pięć lat później do stopnia majora. W trakcie służby wojskowej uczestniczył w dwóch najważniejszych konfliktach peruwiańskich ostatnich lat. W 1992 był zaangażowany w działania wojskowe przeciw maoistowskiej organizacji partyzanckiej Świetlisty Szlak. W 1995 brał udział w działaniach w czasie wojny między Peru a Ekwadorem o tereny graniczne nad rzeką Cenepa.
W 2000 został mianowany pułkownikiem oraz objął dowództwo jednostki artylerii w Locumbie na południu kraju. 29 października 2000, razem z bratem Antauro Humalą i grupą 60 osób, rozpoczął wojskowe powstanie przeciwko urzędującemu prezydentowi Alberto Fujimoriemu, oskarżanemu o autorytarne rządy i łamanie praw człowieka. Bezpośrednią przyczyną rebelii był powrót na stanowisko szefa tajnych służb Vladimira Montesinosa, oskarżanego o wręczanie łapówek opozycyjnym deputowanym. Wojskowy bunt przerodził się w ogólnokrajowe protesty antyrządowe i manifestacje, w wyniku których prezydent Fujimori opuścił w listopadzie kraj, udając się do Japonii i zrezygnował z władzy. Tymczasową głową państwa został wówczas Valentín Paniagua. Humala, w wyniku uchwalonej 22 grudnia 2000 przez Kongres Republiki Peru amnestii wobec powstańców, został zrehabilitowany i powrócił do służby wojskowej.
Od stycznia do grudnia 2002 kierował dyrekcją generalną ds. mobilizacji w Ministerstwie Obrony. W styczniu 2003 objął stanowisko attaché wojskowego w Paryżu, a w lipcu 2003 attaché wojskowego przy ambasadzie w Seulu. Pod koniec 2004 przeszedł na wojskową emeryturę.
W sierpniu 2006 został oskarżony o naruszenia praw człowieka, w tym stosowanie tortur i morderstwa, w trakcie służby wojskowej w czasie walk z bojownikami ze Świetlistego Szlaku. Zaprzeczył stawianym mu zarzutom. W grudniu 2006 wysunięto przeciwko niemu zarzuty planowania rebelii wojskowej przeciw prezydentowi Alejandrowi Toledo w styczniu 2005, na czele której stał jego brat Antauro.

## Kariera polityczna
W październiku 2005 Ollanta Humala założył Peruwiańską Partię Nacjonalistyczną (Partido Nacionalista Peruano, PNP). W 2006 wziął udział w wyborach prezydenckich z ramienia koalicji Unia na rzecz Peru. W czasie kampanii wyborczej zapowiadał rozpoczęcie "rewolucji" na rzecz biednych, wzrost kontroli państwa nad gospodarką oraz ograniczenie zagranicznych inwestycji. Postulował konieczność zmiany konstytucji, legalizacji upraw koki, podniesienia poziomu życia najuboższym i redystrybucji pośród nich dochodu narodowego. Sprzeciwiał się porozumieniu o wolnym handlu ze Stanami Zjednoczonymi. Przez swoich oponentów i część prasy określany był mianem populisty i nacjonalisty oraz przyrównywany był do prezydenta Wenezueli Hugo Cháveza, z którym utrzymywał bliskie stosunki.
W pierwszej turze wyborów 9 kwietnia 2006 zajął pierwsze miejsce, uzyskując 30,7% głosów. Pokonał byłego prezydenta Alana Garcíę z Peruwiańskiej Partii Aprista (24,3% głosów) oraz Lourdes Flores (23,8% głosów). Na kilka dni przed drugą tura wyborów prezydent Chávez publicznie poparł jego kandydaturę, a jego kontrkandydata określił mianem "nieodpowiedzialnego demagoga i złodzieja". W drugiej turze wyborów 4 czerwca 2006 przegrał jednak z Garcią, zdobywając 47,4% głosów poparcia. Jego partia uzyskała natomiast najlepszy wynik w wyborach parlamentarnych, zdobywając 45 mandatów w 120-osobowym Kongresie.
W 2011 stanął do wyborów po raz drugi. W kampanii wyborczej prezentował bardziej umiarkowaną postawę niż cztery lata wcześniej. Ostrzegał prezydenta Chaveza przed mieszaniem się w sprawy wewnętrzne Peru oraz porównywał się do byłego prezydenta Brazylii Luiza Inácio Lula da Silvy, prowadzącego umiarkowaną politykę lewicową. Dalej głosił potrzebę wzmocnienia roli państwa w gospodarce i redystrybucji dochodu narodowego pośród najbiedniejszych, lecz tym razem obiecywał "stopniową zmianę". W sondażach przedwyborczych posiadał ok. 10-punktową przewagę nad rywalami.
W pierwszej turze wyborów 10 kwietnia 2011 zajął pierwsze miejsce z wynikiem 31,7% głosów poparcia. Pokonał Keiko Fujimori (23,6%), byłego premiera Pedra Pabla Kuczynskiego (18,5%) oraz byłego prezydenta Alejandra Toledo (15,6%). W drugiej turze wyborów 5 czerwca 2011 pokonał Keiko Fujimori, zdobywając 51,55% głosów poparcia.
Urząd szefa państwa objął 28 lipca 2011. W przemówieniu inauguracyjnym powtórzył zobowiązania z czasu kampanii wyborczej o redystrybucji dochodu narodowego pośród najbiedniejszych i wzrostu roli państwa w gospodarce, zapewniając jednak przy tym o utrzymaniu zasad wolnego rynku oraz dotychczasowej polityki handlowej. Zapowiedział wzrost płacy minimalnej oraz minimalnej emerytury dla osób powyżej 65 roku życia, a także wprowadzenie podatku dochodowego dla przedsiębiorstw w sektorze górniczym. Zobowiązał się do walki z wykluczeniem społecznym, w tym wzrostu wydatków na cele społeczne. Tego samego dnia zaprzysiężony został jego rząd, w którym stanowisko premiera objął Salomón Lerner Ghitis.